# Martin-Baker M.B.5
Martin-Baker M.B.5 byl britský jednomotorový stíhací letoun poháněný pístovým motorem, vyvinutý během druhé světové války. Jednalo se sice o velice zdařilou konstrukci, ovšem v době nástupu proudových letounů neměl naději se prosadit, takže nakonec vznikl pouze v jediném prototypu. Podobný konec ovšem potkal i jiné zdařilé konstrukce vrtulových stíhacích letounů z konce války, kupř. Supermarine Spiteful, Hawker Fury (náhradou za neúspěch u RAF pro firmu Hawker ovšem alespoň byla výroba typu Sea Fury pro FAA, spolu s poměrně rozsáhlým exportem), či australský CAC CA-15 Kangaroo.

## Vznik a vývoj
Martin-Baker M.B.5 navazoval na předchozí typ M.B.3, který vznikl na základě specifikací F.18/39. Ty požadovaly stíhací letoun s maximální rychlostí minimálně 400 mph ve výšce 15,000 ft, tj. 644 km/h v 4572 metrech, zásoba paliva musela umožňovat vytrvalost letu minimálně 2 hodiny, plus 30 minut letu na maximální výkon motoru (15 minut běhu motoru na vzletový výkon a 15 minut maximálního výkonu ve výšce 15,000 ft), plus 30% rezerva. Požadována byla kanónová výzbroj, minimálně čtyřmi 20mm kanóny s 60 náboji na zbraň, maximální vzletová hmotnost byla omezena nejvýše na 12,000 lb (5443 kg). Mimo to letoun musel být schopen nasazení v jakýchkoli klimatických podmínkách.
Ovšem záhy po prvním vzletu, dne 12. září 1942, byl prototyp M.B.3, nesoucí sériové číslo R2492, zcela zničen při fatální havárii. Přitom byl smrtelně zraněn zalétávací pilot a spoluzakladatel firmy, Captain Valentine Henry Baker, M.C., A.F.C. Nedošlo tak již na plánovanou přestavbu prototypu, kdy měl dostat nový kapkovitý překryt pilotní kabiny, a ani nebyl realizován projekt stíhačky M.B.4.
Druhý ze zakladatelů firmy, konstruktér James Martin (později Sir James Martin, C.B.E., Hon. F.R.Ae.S.), se rozhodl druhý objednaný prototyp (bylo mu přiděleno sériové číslo R2496) postavit jako v podstatě zcela nový stroj, na předchozí konstrukce navazující pouze technologicky (z původního M.B.3 zůstala jen část konstrukce křídla a ocasní plochy). Nový stroj poháněl zcela nový motor Griffon 83, pohánějící souosé protiběžné vrtule, plánovaná výzbroj byla oproti M.B.3 zredukována z šesti na čtyři kanóny. Zcela byla přepracována chladicí soustava, dvojice chladičů (motorového oleje a chladicí kapaliny — nemrznoucí směsi etylenglykolu a vody) byla odstraněna ze spodní plochy křídla, u nového stroje byly přesunuty do zadní části trupu. Vzduch k nim přiváděl jeden rozměrný vstup pod zadní částí trupu, letoun tak na první pohled mohl připomínat typ P-51 Mustang. Navíc měl zcela nový, rozměrný kapkovitý překryt pilotního prostoru, umožňující vynikající výhled všemi směry, včetně zadní polosféry (ovšem ten měl původně dostat již M.B.3).
Zcela nový stroj se poprvé dostal do vzduchu na letišti Harwell (hrabství Berkshire) dne 23. května 1944, za jeho řízením byl Capt. Leslie Bryan Greensted, šéfpilot firmy Rotol Ltd. První lety ukázaly nedostatečnou směrovou stabilitu, což vedlo k instalaci nové SOP (byla zvětšena kýlovka i směrovka), později byly zvětšeny i vodorovné ocasní plochy. Ovšem zalétávání nepokračovalo právě rychlým tempem — do října 1945 stroj nalétal pouhých 40 hodin. Na tom měly podíl dva hlavní faktory, jednak v té době už bylo jasné, že prim nadále budou hrát proudové stíhačky, tudíž není proč spěchat, navíc firma v té době také již pracovala na konstrukci prvních vystřelovacích sedadel — což je výrobní náplň, která firmu Martin-Baker proslavila, a dodnes se těmto věnuje.
Výsledky testů ukazovaly, že vznikl mimořádně zdařilý stroj. Byl nejen mimořádně výkonný (z v Británii postavených pístových stíhaček jej překonávaly pouze Supermarine Spiteful, Hawker Fury a dvoumotorový de Havilland Hornet), navíc byl velice dobře ovladatelný, obratný (maximální rychlost klonění kolem podélné osy byla 94 stupňů!), mimo to byla oceňována i jednoduchá výroba a snadná obsluha, na čemž se významně podílela i nenáročná výrobní technologie a promyšlená konstrukce. Piloti, kteří s ním měli možnost létat, vysoce oceňovali výkony, vynikající ovladatelnost i obratnost, dobrý výhled z kokpitu a snadné pojíždění.
Maximální rychlost stroje byla 460 mph (740 km/h), což byl velmi dobrý výkon (pro srovnání: tehdejší nejnovější stíhací letadla RAF, Supermarine Spitfire F Mk.XIV a Hawker Tempest F Mk.V, dosahovala max. rychlosti okolo 700 km/h). Při tomto srovnání je ovšem také nutno vzít v úvahu, že M.B.5 se poprvé dostal do vzduchu teprve v květnu 1944, zatímco oba zmíněné typy byly v době prvního vzletu M.B.5 již několik měsíců operačně nasazeny; ovšem v době prvních letů prototypu zcela nového letounu spíše probíhá ověřování letových vlastností, než měření maximálních výkonů — a k případnému bojovému nasazení, i v případě že by bylo rozhodnuto o výrobě M.B.5, by nutně uplynulo minimálně dalších 6-12 měsíců. Navíc jen o několik dnů později než M.B.5 vzlétá i stíhačka Supermarine Spiteful, která dosahovala ještě o několik desítek km/h vyšší maximální rychlosti.
Nezapomenutelnou se stala letecká přehlídka ve Farnborough v červnu 1946, kdy typ předvedl polský pilot Jan Żurakowski. To ovšem byla labutí píseň tohoto letounu, roku 1946 či 1947 samozřejmě nebylo reálné, že by mohla být objednána sériová výroba sebevýkonnější vrtulové stíhačky.  Zkoušky s prototypem R2496 pokračovaly do roku 1947, kdy byl nakonec tento jediný postavený exemplář sešrotován.
Firma Martin-Baker navrhla již jen jediný letoun, typ M.B.6, ovšem ten nikdy neopustil rýsovací prkna konstruktérů. Mezitím se ale prosadila jako výrobce vystřelovacích sedadel (na vývoji vystřelovacích sedadel se začalo u firmy Martin-Baker pracovat již během válečných let), kde záhy zaujala vedoucí postavení.

## Konstrukce

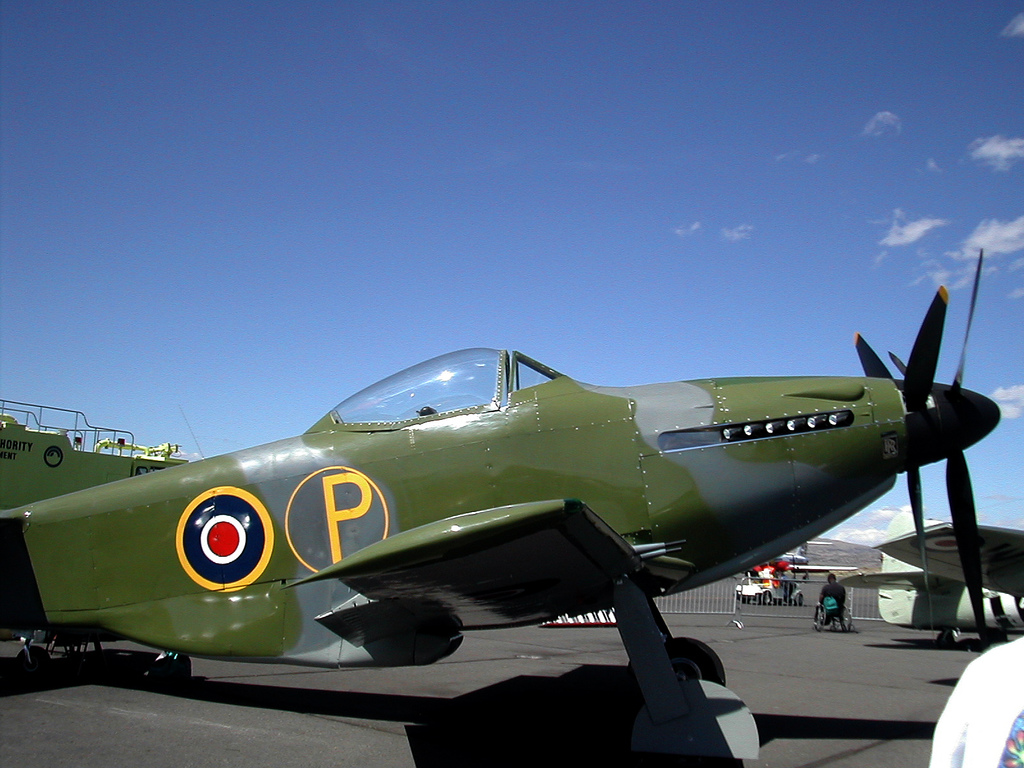
Replika vyfotografovaná v roce 2006

Stroj na první pohled snad může připomínat americký typ North American P-51D Mustang, ovšem pokud pomineme povrchní srovnání vnějších tvarů, pak aerodynamicky ani technologicky spolu oba typy nemají nic společného.
M.B.5 výrobní technologií přímo navazuje na konstrukci předcházejícího M.B.3, řadu prvků dokonce můžeme najít již na předválečném M.B.2. Kostra trupu byla sestavena z ocelových trubek, potah tvořily duralové panely, na značné části trupu byl potah odnímatelný — díky tomu byl zajištěn snadný přístup k motoru a veškeré výstroji, řízení aj. V přídi byl na jednoduchém motorovém loži z ocelových profilů instalován přeplňovaný kapalinou chlazený zážehový čtyřdobý vidlicový dvanáctiválec Rolls-Royce Griffon 83. Vstup vzduchu k motoru byl hned za vrtulovým kuželem, pod motorem. Vstup vzduchu pro chladič kapaliny (výše zmíněná nemrznoucí směs etylenglykolu a destilované vody), kapaliny pro mezichladič stlačeného vzduchu (ten má vlastní okruh chladicí kapaliny) a chladič oleje byl pod zadní částí trupu. Pilot seděl v přehledně uspořádané kabině pod vzad odsunovatelným kapkovitým překrytem, který mu zajišťoval takřka nerušený výhled všemi směry. Před a za pilotním prostorem byly dvě samosvorné nádrže paliva, přední o objemu 318,2 litru (70 imp gal), zadní na 591 l. (130 imp gal). V zadní části trupu se pak nacházela tlaková lahev pneumatického systému a další vybavení (mj. mechanismus ovládání podvozku, radiostanice, IFF, el. akumulátory). Jednoduché ocasní plochy měly klasickou žebronosníkovou konstrukci, potaženou duralovými plechy. Hlavní podvozek, zatahovaný směrem k trupu, byl převzat z M.B.3, ostruha byla mírně prodloužena.
Celokovové samonosné křídlo přímo vycházelo z M.B.3, v podstatě šlo o konstrukční prvek, který prodělal nejméně změn. Křídlo s rozpětím 35 stop (cca 10,668 m) má nápadné nízkou geometrickou štíhlost, pouze 4,568. Nejvýraznějšími vnějšími změnami bylo odstranění dvojice chladičů ze spodní plochy křídla a zredukovaná výzbroj, sestávající pouze ze čtveřice 20mm kanónů British-Hispano Mk.II. Za pozornost stojí použití nové konstrukce podavačů střeliva, spolu s vlastními, zcela novými, články nábojových pásů. Nové podavače snížily výšku instalace zbraní, takže celý mechanismus se vešel do profilu křídla — tím odpadly známé „boule“, které kryly cívkové podavače nábojových pásů, které známe kupř. z letounů Spitfire. Šlo o patentovanou konstrukci firmy Martin-Baker. Zásoba střeliva byla 200 nábojů na zbraň v nábojových pásech. Zásobníky munice i zbraně samotné byly zakryty rozměrnými, snadno odnímatelnými panely.
Pohon zajišťoval motor Griffon 83 o vzletovém výkonu 1935 hp (1443 kW) při 2750 ot/min. a při plnicím přetlaku +18 psi (+1241 kPa), pohánějící dvě koaxiální (souosé) třílisté protiběžné vrtule. Maximální výkon (pouze při použití paliva 100/150 Grade nebo 115/145 Grade, nikoli s benzínem 100/130 Grade) byl 2340 hp (cca 1745 kW), při 2750 ot/min. a plnicím přetlaku +25 psi (+1724 kPa). Při použití „běžného stooktanového“ benzínu (tzn. s výkonnostním číslem — PN, Performance Number — 100/130 Grade) byl plnicí přetlak (a tedy i dosažitelný výkon motoru) omezen na +18 psi.

## Specifikace

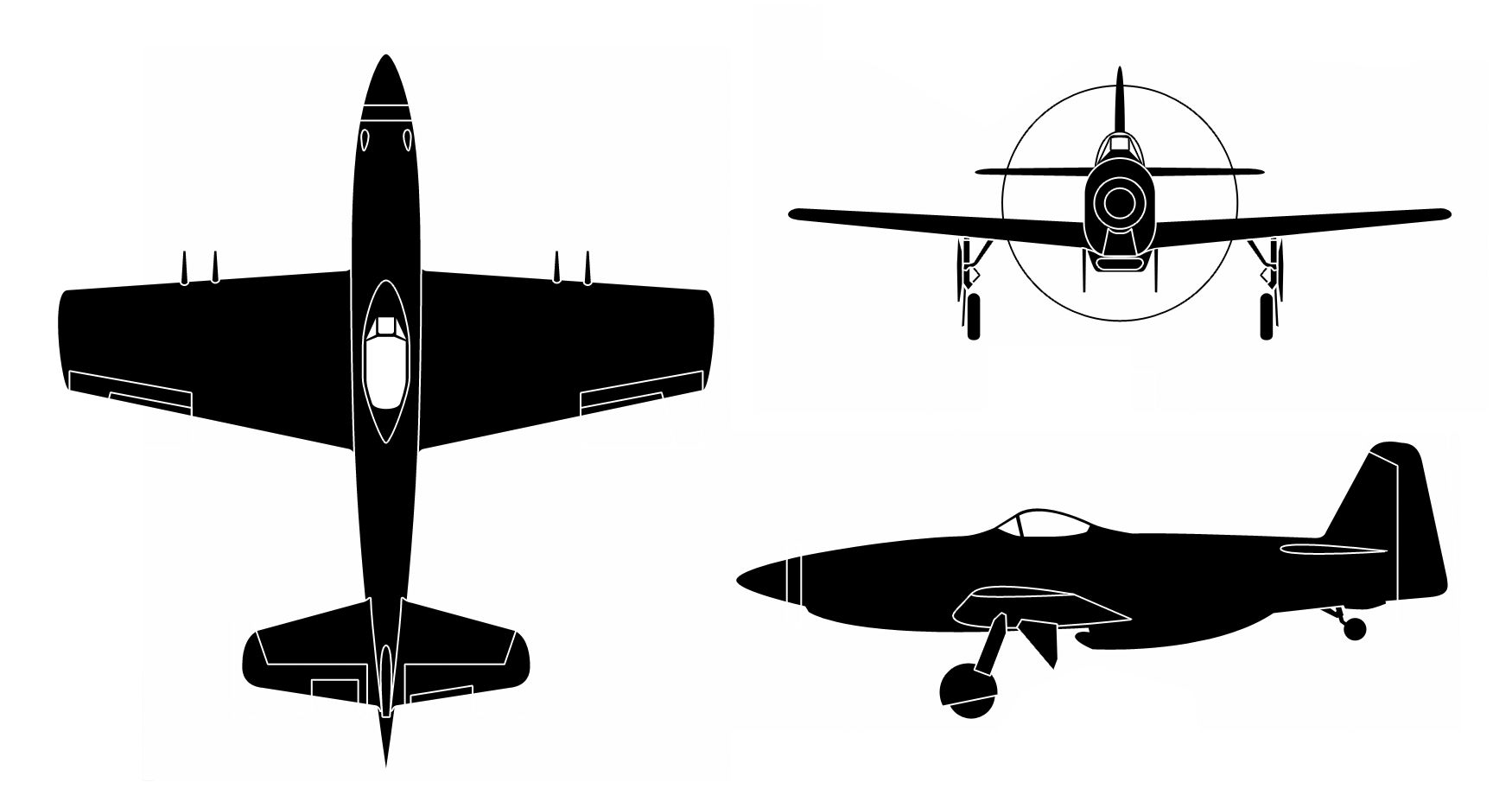
Martin-Baker M.B.5

### Technické údaje
- Osádka: 1 (pilot)
- Rozpětí: 10,668 m
- Délka: 11,506 m
- Výška: 4,572 m
- Nosná plocha: 24,433 m²
- Hmotnost prázdného stroje: 4188 kg
- Vzletová hmotnost: 4989 kg
- Maximální vzletová hmotnost: 5484 kg
- Pohonná jednotka: 1 × kapalinou chlazený vidlicový dvanáctiválec Rolls-Royce Griffon 83, 
 dvě souosé třílisté protiběžné vrtule de Havilland o průměru 3,81 m
- Výkon pohonné jednotky:
  - vzletový: 1935 hp (cca 1443 kW)
  - maximální: 2340 hp (cca 1745 kW) při plnicím přetlaku +25 psi, ve výšce 229 m

### Výkony
- Maximální rychlost:
  - 740 km/h ve výšce 6096 m
  - 635 km/h u hladiny moře
- Dostup: 12 192 m
- Čas výstupu do výšky 6096 m: 6' 30"
- Dolet: 1770 km

### Výzbroj
- 4 × 20mm letecký kanón British Hispano se zásobou 200 nábojů na zbraň